# Mem Rodrigues de Briteiros
Mem Rodrigues de Briteiros (c.1230 - c.1305) foi um Rico-homem do Reino de Portugal, viveu durante os reinados do rei D. Afonso III de Portugal e de D. Dinis I de Portugal, de cujas cortes foi assíduo frequentador.

## Primeiros anos
Mem Rodrigues era o filho primogénito do célebre rico-homem e trovador Rui Gomes de Briteiros e de Elvira Anes da Maia, uma das não menos conhecidas herdeiras do magnate João Pires da Maia, e cujo "rapto" se tornou alvo do escárnio trovadoresco. Graças ao prestigiado casamento do seu pai, a família de Briteiros conseguiu ascender na intrincada sociedade nobiliárquica medieval, ao ponto de Rui Gomes ter conseguido, embora muito brevemente, a mordomia-mor (1248). Mem nasceu, assim, na década de 30 do século XIII, uma vez que o rapto acontece provavelmente por volta de 1230. Órfão de pai desde 1249, a mãe, viúva, tornou-se a gerente dos bens familiares do esposo, até à sua morte, ocorrida em 1258, e mais especificamente antes de 19 de junho, pois neste dia, em Guimarães, fez-se a partilha dos bens por entre os irmãos.

## Da ascensão na corte portuguesa aos exílios castelhanos
Mem Rodrigues está documentado pela primeira vez na corte portuguesa por volta de 1252, já após a morte de seu pai. Mas herda deste o estatuto de rico-homem, concedido por D. Afonso III a Rui Gomes de Briteiros, e o seu percurso comprova a ascensão de facto da linhagem do Briteiros, representantes maiores da nova aristocracia ascendente na corte do Bolonhês depois da guerra civil que o levou ao poder.
Durante os quase cinquenta anos em que marca presença na corte (1252-1304), Mem Rodrigues não ocupou os cargos de Mordomo-mor e Alferes-mor, mas veio a exercer o cargo de Corrector do Reino e integrou o Conselho Régio entre 1276 e 1282. Além disso, exerceu governação em Lanhoso e Maia, esta última claramente por influência materna.
Pouco antes da morte da mãe, Mem desposou, por volta de 1257, Maria Anes da Veiga, filha de João Pires da Veiga e de Teresa Martins de Berredo. De facto, algumas posses da família de Berredo vêm a ser herdados por Mem Rodrigues por via matrimonial, sobre os quais chegou a entrar em conflito com o tio da sua mulher, Lourenço Martins de Berredo. Além disso que se acrescenta o uso, por alguns dos seus filhos, deste apelido. 

### A herança de Gonçalo Garcia de Sousa e as inquirições de 1288
Em 1285, falecia talvez o mais agraciado aristocrata de Portugal, o Conde Gonçalo Garcia de Sousa, com uma património invejável e disputado por familiares de várias linhagens, a começar pela sobrinha, Constança Mendes de Sousa (nora do ex-mordomo-mor João de Aboim) e uma sobrinha desta, Inês Lourenço de Valadares (filha da irmã de Constança, Maria Mendes II de Sousa), que era apoiada por seu pai, Lourenço Soares de Valadares, nesta pretensão. Outras linhagens reclamavam a herança, como os Riba de Vizela, e os próprios Briteiros, que reclamavam património pela ascendente comum, Guiomar Mendes de Sousa (irmã de Gonçalo Mendes II de Sousa e esposa de João Pires da Maia). 
Ora, como a contenda não se resolvia facilmente, os pretendentes à fortuna do conde terão pedido a Dinis para mediar a disputa entre eles, e desta forma ordenou uma inquirição ao património do conde no final de 1286, que se estendeu até ao ano seguinte. A esta pequena inquirição seguiram-se as Cortes de Guimarães de 1288, da qual saiu a resolução de proceder a novas Inquirições Gerais, nesse mesmo ano, e que resultaram no mais exaustivo levantamento de dados relativos às propriedades da nobreza e do clero então existentes, seguindo-se as sentenças proferidas entre 1290 e 1291. 
Desta forma o rei consegue recuperar uma boa parte do património que, graças a estes levantamentos, descobriu estar nas mãos dos nobres de forma ilegal, uma vez mais pondo a nu os abusos por parte desta classe para com alguns proprietários. 
Mem, juntamente com o seu irmão, João Rodrigues de Briteiros, era um dos candidatos a estes bens, mas o chefe da família não parece ter concordado com a conduta do seu suserano, e, como forma de protesto, exilou-se no reino vizinho, fazendo-se acompanhar do seu filho, Martim Mendes de Briteiros.

### Os abusos senhoriais
Mem Rodrigues, ao longo da sua vida, veio a cometer diversas usurpações e abusos. Já no reinado de Afonso III, tentou matar um mordomo que entrara em três casais do Mosteiro de Pombeiro que ele defendia por honra, em Cavez. Em Painzela, por seu lado, honrava abusivamente dezoito casais de diversos mosteiros, devido à sua quinta de Parada, desde que regressou de Castela.

### Mem Rodrigues no meio trovadorescoː obra e crítica social
Mem Rodrigues teve, como vários ricos-homens contemporâneos, uma faceta trovadoresca, embora não lhe tenham sobrevivido muitas obras. Das três composições que se lhe conhecem, duas são de autoria duvidosa, uma vez que podem ser igualmente atribuídas ao trovador João Fernandes de Ardeleiro. 
- Veerom-me meus amigos dizer  (Texto na íntegra e Análise)
- Pero Colhos é deitado (duvidosa)  (Texto na íntegra e Análise)
- Um sangrador de Leirea (duvidosa) (Texto na íntegra e Análise)

A rápida escalada social que a família de Mem Rodrigues protagoniza durante do reinado de Afonso III de Portugal tornou Mem Rodrigues, chefe da família, como um dos principais alvos de trovadores provenientes de famílias igualmente poderosas e influentes, mas de maior antiguidade, como Afonso Lopes de Baião, que na rubrica da cantiga Sedia-xi Dom Belpelho indica que o alvo é precisamente Mem Rodrigues . Contudo, dado o uso de termos como D. Belpelho, i.e. "raposa velha", e o próprio retrato do ridicularizado parece adequar-se mais a Rui Gomes de Briteiros, pai de Mem, pelo que pode ter havido uma confusão por parte de Afonso Lopes, que assumiu e criticou em Mem Rodrigues um comportamento e uma personalidade que pertenciam ao seu pai.

### Entre Castela e Portugal
Entre 1250 e 1290, Mem ausenta-se da documentação portuguesa por períodos de três a quatro anos, durante os quais se deslocaria provavelmente a Castela. Sabe-se que se refugiou aí aquando do seu protesto relativo às Inquirições de Dinis I, realizadas em 1288, e das respetivas Sentenças, dois anos depois. Em Castela se manteria entre 1291 e, pelo menos 1294, tendo depois regressado a Portugal, provavelmente de forma definitiva, mas não regressando de imediato à corte, onde só volta a a aparecer a 22 de novembro de 1299, a confirmar uma doação do rei de Portugal à Ordem de Santiago.

## Morte e posteridade
O último documento que Mem Rodrigues confirma data de 6 de dezembro de 1304, dado que no seguinte documento expedido pela cúria, de janeiro de 1305, já se encontra ausente, o que poderá indicar que terá falecido entre ambos os documentos, isto é, nos finais de 1304, ou no princípio de 1305.

## Casamento e descendência
Mem Rodrigues desposou por volta de 1257, Maria Anes da Veiga (1220 -?), filha de João Pires da Veiga (1180 -?) e de Teresa Martins da Ribeira ou Berredo (1195 -?), de quem teve:
- D. Martim Mendes de Briteiros, acompanhou o seu pai no exílio de 1284;
- D. João Mendes de Briteiros (1250 -?) casou com D. Urraca Afonso de Portugal, filha do rei D. Afonso III de Portugal (5 de Maio de 1210 – 16 de Fevereiro de 1279) e de Madragana Ben Aloandro (depois, Mor Afonso) (1230 -?), filha de Aloandro Ben Bakr.
- D. Maria Mendes de Briteiros, freira.
- D. Maria Mendes Ribeira de Briteiros, igualmente freira.
- D. Guiomar Mendes de Briteiros, abadessa no Mosteiro de Celas.
- D. Teresa Mendes de Briteiros, abadessa no Mosteiro do Lorvão.
- D. Urraca Mendes de Briteiros